# 天主教阿里亞諾伊爾皮諾-拉切多尼亞教區
天主教阿里亞諾伊爾皮諾-拉切多尼亞教區（拉丁語：Dioecesis Arianensis Hirpina-Laquedoniensis），是義大利一個天主教教區。屬貝內文托總教區。
教區包括阿韋利諾省二十市、貝內文托省三市和及福賈省一市。座堂位於阿里亞諾伊爾皮諾。2012年有教友74,000人，佔總人口99.0%。有四十三個堂區、司鐸五十二名。目前主教席位處於出缺狀態。

## 歷史
阿里亞諾教區成立於10世紀，在969年貝內文托升為總教區的文件中被指定為其附屬教區，而第一位有文獻記載的主教出現於1039年。
拉切多尼亞教區成立於11世紀，第一位有文獻記載的主教參加了1059年在梅爾菲舉行的宗教會議。當時屬康扎總教區。1818年6月27日特雷維科教區被撤銷，轄區被納入拉切多尼亞教區之內。1928-1932年間康扎、聖安傑洛德伊隆巴爾迪、比薩恰和拉切多尼亞四個地區都由同一位主教管轄。
1974年5月9日起兩教區由同一主教牧養。1979年4月30日康扎的教座轉至貝內文托。1986年9月30日兩個教區合併，成立新的教區並易名至今。